# (10067) Bertuch
Bertuch (asteroide 10067) és un asteroide del cinturó principal, situat a 2,0394947 ua. Té una excentricitat de 0,0893701 i un període orbital de 1.224,21 dies (3,35 anys). La seva velocitat orbital mitjana és de 19,90226055 km/s i té una inclinació de 1,78832º. Va ser descobert l'11 de gener de 1989 per Freimut Börngen.